# Üçtepe, İmamoğlu
Üçtepe là một xã thuộc huyện İmamoğlu, tỉnh Adana, Thổ Nhĩ Kỳ. Dân số thời điểm năm 2009 là 1.077 người.